# عمو یادگار
عمو یادگار فیلمی به کارگردانی پرویز کاردان و نویسندگی منوچهر کی مرام محصول سال ۱۳۵۰ است.

## خلاصه داستان
باقر یادگار به کمک یکی از بستگانش به نام فراهانی در یک کارخانهٔ نساجی مشغول کار می‌شود…

## بازیگران
- پرویز کاردان
- ایرن زازیانس
- طاهره غفاری
- یداله شیراندامی
- منوچهر والی زاده
- فخری پازوکی
- رضا شفیع
- الهه الهی
- محمد گودرزی
- محسن آراسته
- عبدالعلی همایون
- سیدحسین حسینی
- حدادی
- ندایی